# 1518 w polityce

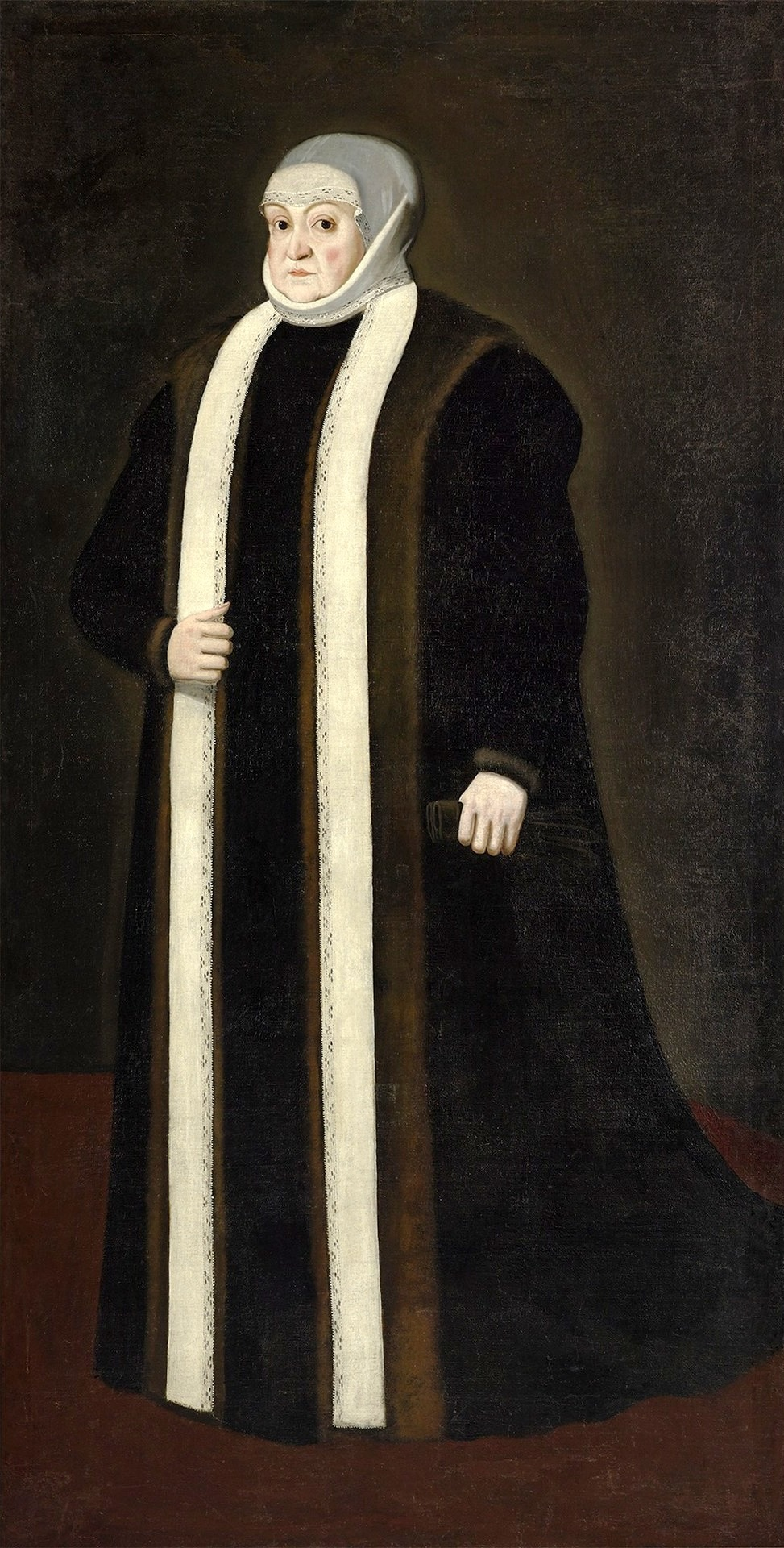
Bona Sforza

Wydarzenia polityczne w 1518 roku.

## Wydarzenia
- 18 kwietnia Bona Sforza zostaje koronowana na królową Polski[1].

## Urodzili się
- 13 lutego Antonín Brus z Mohelnicy, morawski biskup katolicki.

## Zmarli
- 8 grudnia Gian Giacomo Trivulzio, włoski dowódca.